# Reprezentacja Chin w koszykówce mężczyzn

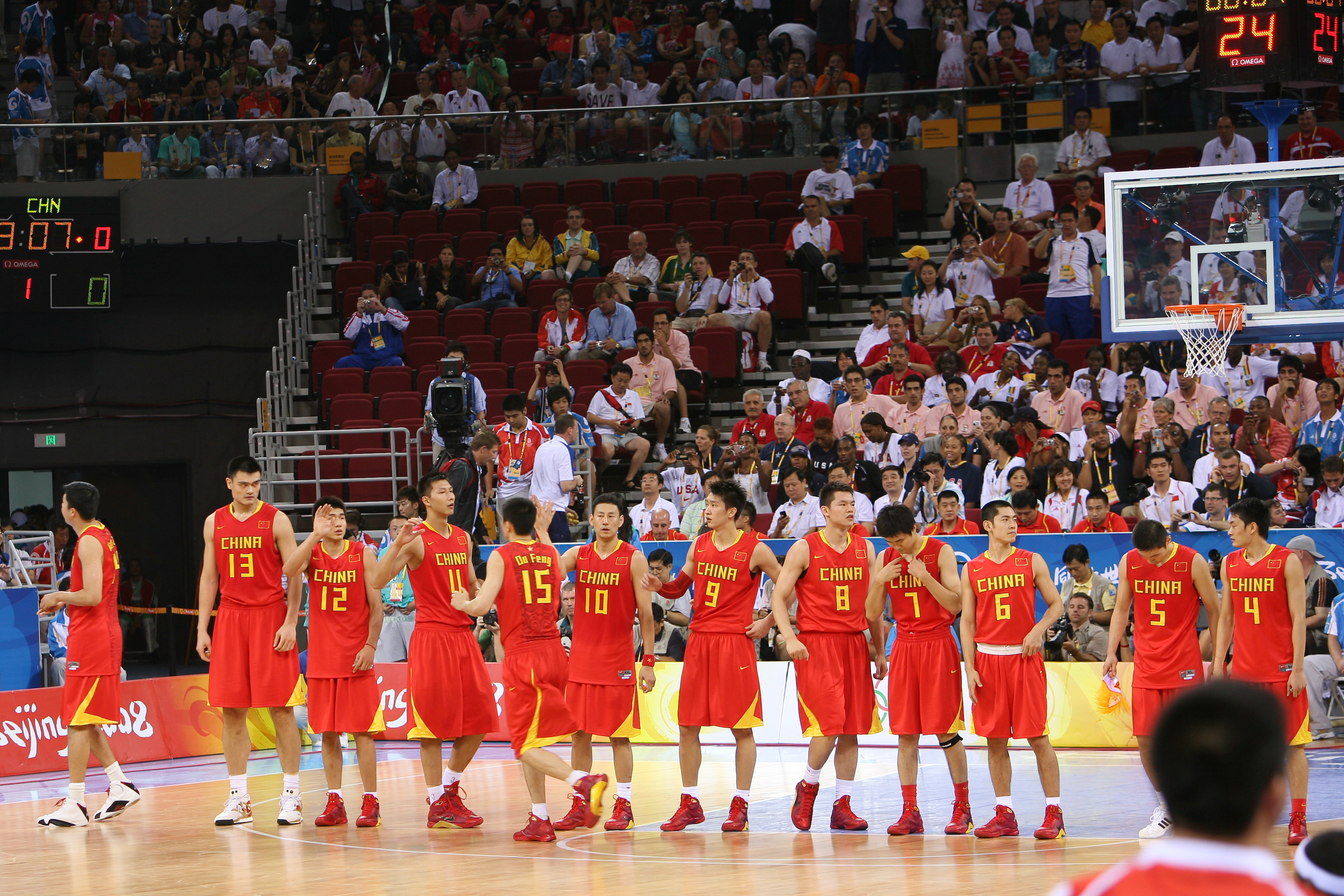
Kadra reprezentacji Chin podczas Igrzysk Olimpijskich w 2008 roku

Reprezentacja Chin w koszykówce mężczyzn – zespół koszykarski, reprezentujący Chiny w meczach i sportowych imprezach międzynarodowych, powoływany przez selekcjonera, w którym występować mogą wszyscy zawodnicy posiadający obywatelstwo chińskie, niezależnie od wieku, czy narodowości. Za jej funkcjonowanie odpowiedzialny jest Chiński Związek Koszykówki (中国篮球协会). Dziewięć razy wystąpiła na Igrzyskach Olimpijskich oraz w mistrzostwach świata. Zdobyła szesnaście razy mistrzostwo Azji.

## Sukcesy
- 16-krotny mistrz Azji (1975, 1977, 1979, 1981, 1983, 1987, 1989, 1991, 1993, 1995, 1999, 2001, 2003, 2005, 2011, 2015)
- wicemistrz Azji (2009)
- 2-krotny brązowy medalista mistrzostw Azji (1985 1997)

## Trenerzy i selekcjonerzy
- 1974 – 1978  Qian Chenghai
- 1978 – 1981  Ma Qingsheng
- 1981 – 1982  Qian Chenghai
- 1982  Liu Guiyi
- 1982 – 1988  Qian Chenghai
- 1989 – 1990  Sun Bang
- 1990 – 1991  Wang Zhangyou
- 1991 – 1995  Jiang Xingquan
- 1995 – 1996  Gong Luming
- 1996 – 1997  Zhang Bin
- 1997 – 1999  Wang Fei
- 1999 – 2001  Jiang Xingquan
- 2001 – 2002  Wang Fei
- 2003  Jiang Xingquan
- 2004  Del Harris
- 2005 – 2008  Jonas Kazlauskas
- 2009 – 2010  Guo Shiqiang
- 2010 – 2012  Bob Donewald Jr.
- 2013 – 2014  Panajotis Janakis
- 2014 – 2017  Gong Luming
- 2017 –  Li Nan

## Udział w międzynarodowych turniejach
| Udział w Igrzyskach Olimpijskich | Udział w Igrzyskach Olimpijskich | Udział w Igrzyskach Olimpijskich | Udział w Igrzyskach Olimpijskich | Udział w Igrzyskach Olimpijskich | Udział w Igrzyskach Olimpijskich |                         |
| Rok                              | Runda                            | Miejsce                          | M                                | W                                | P                                |                         |
| -------------------------------- | -------------------------------- | -------------------------------- | -------------------------------- | -------------------------------- | -------------------------------- | ----------------------- |
| 1952                             | Nie brała udziału                | Nie brała udziału                | Nie brała udziału                | Nie brała udziału                | Nie brała udziału                | Nie brała udziału       |
| 1956                             | Nie brała udziału                | Nie brała udziału                | Nie brała udziału                | Nie brała udziału                | Nie brała udziału                | Nie brała udziału       |
| 1960                             | Nie zakwalifikowała się          | Nie zakwalifikowała się          | Nie zakwalifikowała się          | Nie zakwalifikowała się          | Nie zakwalifikowała się          | Nie zakwalifikowała się |
| 1964                             | Nie zakwalifikowała się          | Nie zakwalifikowała się          | Nie zakwalifikowała się          | Nie zakwalifikowała się          | Nie zakwalifikowała się          | Nie zakwalifikowała się |
| 1968                             | Nie zakwalifikowała się          | Nie zakwalifikowała się          | Nie zakwalifikowała się          | Nie zakwalifikowała się          | Nie zakwalifikowała się          | Nie zakwalifikowała się |
| 1972                             | Nie zakwalifikowała się          | Nie zakwalifikowała się          | Nie zakwalifikowała się          | Nie zakwalifikowała się          | Nie zakwalifikowała się          | Nie zakwalifikowała się |
| 1976                             | Nie zakwalifikowała się          | Nie zakwalifikowała się          | Nie zakwalifikowała się          | Nie zakwalifikowała się          | Nie zakwalifikowała się          | Nie zakwalifikowała się |
| 1980                             | Nie zakwalifikowała się          | Nie zakwalifikowała się          | Nie zakwalifikowała się          | Nie zakwalifikowała się          | Nie zakwalifikowała się          | Nie zakwalifikowała się |
| 1984                             | Faza grupowa                     | 10/12                            | 7                                | 2                                | 5                                |                         |
| 1988                             | Faza grupowa                     | 11/12                            | 7                                | 2                                | 5                                |                         |
| 1992                             | Faza grupowa                     | 12/12                            | 7                                | 0                                | 7                                |                         |
| 1996                             | Ćwierćfinał                      | 8/12                             | 8                                | 2                                | 6                                |                         |
| 2000                             | Faza grupowa                     | 10/12                            | 6                                | 2                                | 4                                |                         |
| 2004                             | Ćwierćfinał                      | 8/12                             | 7                                | 2                                | 5                                |                         |
| 2008                             | Ćwierćfinał                      | 8/12                             | 6                                | 2                                | 4                                |                         |
| 2012                             | Faza grupowa                     | 12/12                            | 5                                | 0                                | 5                                |                         |
| 2016                             | Faza grupowa                     | 12/12                            | 5                                | 0                                | 5                                |                         |
| 2020                             |                                  |                                  |                                  |                                  |                                  |                         |
| Razem                            | Razem                            | Razem                            | 58                               | 12                               | 46                               |                         |

| Udział w Mistrzostwach Świata | Udział w Mistrzostwach Świata | Udział w Mistrzostwach Świata | Udział w Mistrzostwach Świata | Udział w Mistrzostwach Świata | Udział w Mistrzostwach Świata |
| Rok                           | Runda                         | Miejsce                       | M                             | W                             | P                             |
| ----------------------------- | ----------------------------- | ----------------------------- | ----------------------------- | ----------------------------- | ----------------------------- |
| 1950-1974                     | Nie zakwalifikowała się       | Nie zakwalifikowała się       | Nie zakwalifikowała się       | Nie zakwalifikowała się       | Nie zakwalifikowała się       |
| 1978                          | Faza grupowa                  | 11/14                         | 7                             | 2                             | 5                             |
| 1982                          | Faza grupowa                  | 12/13                         | 7                             | 1                             | 6                             |
| 1986                          | Faza grupowa                  | 9/24                          | 10                            | 4                             | 6                             |
| 1990                          | Faza grupowa                  | 14/16                         | 8                             | 2                             | 6                             |
| 1994                          | Faza grupowa                  | 8/16                          | 8                             | 2                             | 6                             |
| 1998                          | Nie zakwalifikowała się       | Nie zakwalifikowała się       | Nie zakwalifikowała się       | Nie zakwalifikowała się       | Nie zakwalifikowała się       |
| 2002                          | Faza grupowa                  | 12/16                         | 8                             | 1                             | 7                             |
| 2006                          | 1/8 finału                    | 9/24                          | 6                             | 2                             | 4                             |
| 2010                          | 1/8 finału                    | 16/24                         | 6                             | 1                             | 5                             |
| 2014                          | Nie zakwalifikowała się       | Nie zakwalifikowała się       | Nie zakwalifikowała się       | Nie zakwalifikowała się       | Nie zakwalifikowała się       |
| 2019                          | Faza grupowa                  | 24/32                         | 5                             | 2                             | 3                             |
| Razem                         | Razem                         | Razem                         | 65                            | 17                            | 48                            |

| Mistrzostwa Azji / Puchar Azji | Mistrzostwa Azji / Puchar Azji | Mistrzostwa Azji / Puchar Azji | Mistrzostwa Azji / Puchar Azji | Mistrzostwa Azji / Puchar Azji |
| Rok                            | Pozycja                        | M                              | W                              | P                              |
| ------------------------------ | ------------------------------ | ------------------------------ | ------------------------------ | ------------------------------ |
| 1960                           | nie brała udziału              | nie brała udziału              | nie brała udziału              | nie brała udziału              |
| 1963                           | nie brała udziału              | nie brała udziału              | nie brała udziału              | nie brała udziału              |
| 1965                           | nie brała udziału              | nie brała udziału              | nie brała udziału              | nie brała udziału              |
| 1967                           | nie brała udziału              | nie brała udziału              | nie brała udziału              | nie brała udziału              |
| 1969                           | nie brała udziału              | nie brała udziału              | nie brała udziału              | nie brała udziału              |
| 1971                           | nie brała udziału              | nie brała udziału              | nie brała udziału              | nie brała udziału              |
| 1973                           | nie brała udziału              | nie brała udziału              | nie brała udziału              | nie brała udziału              |
| 1975                           | Mistrz                         | 9                              | 9                              | 0                              |
| 1977                           | Mistrz                         | 9                              | 9                              | 0                              |
| 1979                           | Mistrz                         | 7                              | 7                              | 0                              |
| 1981                           | Mistrz                         | 7                              | 7                              | 0                              |
| 1983                           | Mistrz                         | 7                              | 7                              | 0                              |
| 1985                           | Wicemistrz                     | 5                              | 3                              | 2                              |
| 1987                           | Mistrz                         | 8                              | 8                              | 0                              |
| 1989                           | Mistrz                         | 8                              | 8                              | 0                              |
| 1991                           | Mistrz                         | 9                              | 9                              | 0                              |
| 1993                           | Mistrz                         | 7                              | 6                              | 1                              |
| 1995                           | Mistrz                         | 9                              | 9                              | 0                              |
| 1997                           | 3. miejsce                     | 8                              | 7                              | 1                              |
| 1999                           | Mistrz                         | 7                              | 7                              | 0                              |
| 2001                           | Mistrz                         | 8                              | 8                              | 0                              |
| 2003                           | Mistrz                         | 8                              | 8                              | 0                              |
| 2005                           | Mistrz                         | 8                              | 8                              | 0                              |
| 2007                           | 10. miejsce                    | 7                              | 3                              | 4                              |
| 2009                           | Wicemistrz                     | 9                              | 8                              | 1                              |
| 2011                           | Mistrz                         | 9                              | 9                              | 0                              |
| 2013                           | 5. miejsce                     | 9                              | 6                              | 3                              |
| 2015                           | Mistrz                         | 9                              | 9                              | 0                              |
| 2017                           | 5. miejsce                     | 7                              | 5                              | 2                              |
| Razem                          | Razem                          | 174                            | 160                            | 14                             |